# Xã Turner, Quận Turner, Nam Dakota
Xã Turner (tiếng Anh: Turner Township) là một xã thuộc quận Turner, tiểu bang Nam Dakota, Hoa Kỳ. Năm 2010, dân số của xã này là 177 người.